# Бібракте
46°55′23″ пн. ш. 4°02′15″ сх. д. / 46.923055555556° пн. ш. 4.0375° сх. д.

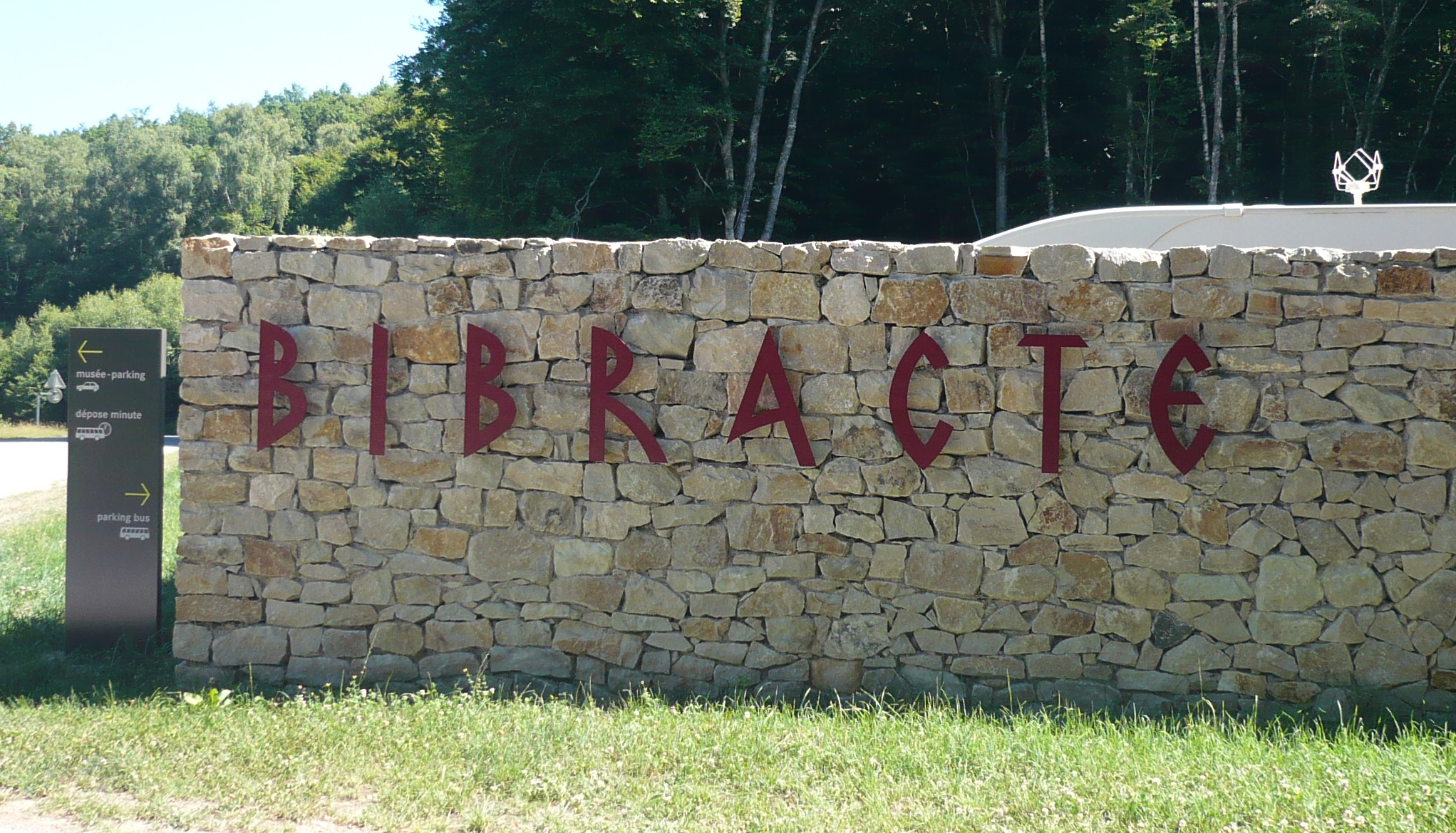
В'їзд до заповідника Бібракте

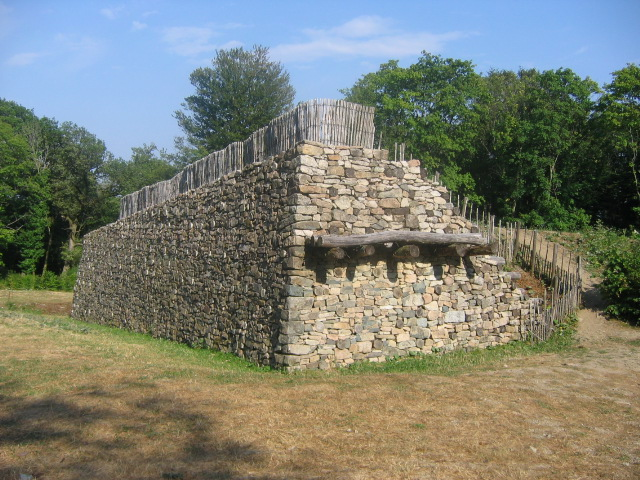
Опідум Бібракте

Бібракте (Бібракта, Бібракт, фр. Bibracte, дав.-гр. Βίβρακτα, Βίβραξ) — столиця кельтського народу Едуїв кінця II-го століття до н. е. й початку I-го століття до н. е., центр влади едуйської знаті, а також важливий ремісничий та торговий осередок, в якому на площі приблизно в 135 гектарів працювали гірники, ковалі та монетники.
Бібракте розташована на території сучасної комуни Сен-Леже-су-Бевре у Морвані на схилах гори Бевре, що розділяє басейни Сони і Йонни, а також Луари і Сени. Гора Бевре має три вершини: Теро де ля Вівре, Теро де ля Рош та Порре, яка є найвищою з них.
На території древнього міста розташований музей кельтської цивілізації, який намагається розповісти про життя міста, у фортифікованому опідумі якого проживало від 5 до 10 тисяч душ. Подробиці цього життя поступово проясняються завдяки археологічним розкопкам на горі Бевре, якими з 2007-го року опікується «Державне підприємство з культурної співпраці щодо Бібракте».

## Етимологія
Походження слова Бібракте ще не зовсім зрозуміле. Можливо, назва походить від кельтського biber — бобер або від лат. biffractus — подвійно укріплений. Остання версія непевна, як з погляду стратегії, так і історії. Справді, важко обороняти багатокілометровий мур, тож будувати подвійний мур неоправдано. Місто має два мури, але датування залишків стін дозволило встановити, що зовнішній був збудований раніше, ніж внутрішній. Частина каміння зовнішнього муру була використана для побудови внутрішніх укріплень, тож твердження про те, що Бібракте мало два мури одночасно, ще далеко не певний факт.
Джерелом зовсім іншого пояснення є три надписи, присвячені богині Бібракте, знайдені в XVII-му столітті в Отені. На жаль, два з вирізьблених на камені надписів зникли, автентичність іншого, на медальйоні, завжди викликала сумнів. Давня суперечка щодо розташування Бібракте могла спровокувати когось із ерудитів того часу на фабрикацію фальшивки, як доказу на користь гіпотези про знаходження едуйського опідума в Отені, який насправді був столицею едуїв, але дещо пізніше, у першому столітті.

## Відкриття Бібракте

План Бібракте

Вперше про Бібракте згадує в «Записах про гальську війну» Юлій Цезар, описуюючи події 58 року до н. е. Знову поселення згадується в 52 році до н. е., коли Цезар запитує про наміри своїх союзників едуїв, які знову приєдналися до повстання і проголосили в Бібракте королем галів Верцингеториксом. Більше поселення не згадується. Записи часів правління Августа свідчать про те, що столиця едуїв називається Августодунумом (цитаделлю Августа). Від цієї назви походить назва Отен (Augustodunum -> Autun).
Починаючи з XVI-го століття серед учених, аристократів та церковних служителів прокидається інтерес до краєзнавства, і постає питання про розташування згадуваного Цезарем поселення Бібракте. Виникла суперечка між прихильниками двох різних гіпотез. Одна з них бажала бачити Бібракте в Отені, інша схилялася до думки про схили гори Бевре. Остання гіпотеза опиралася на три головні аргументи. Перш за все між назвами Бібракте та Бевре є певна схожість. Другий аргумент — посилання на середньовічні погляди, за якими поселення знаходилося на Бевре. На користь цього свідчив ярмарок на схилах гори в перші вівторок, середу та четвер травня, древність якого прослідковувалася в текстах до XIII-го століття. Нарешті, на схилах гори були знайдені залишки гончарних виробів та монети, про що свідчать записи кюре Сен-Лежер-су-Бевре від 1725 року.
Спочатку гіпотеза про знаходження Бібракте в Отені брала гору. Отен навіть протягом невеликого проміжку часу після революції перейменували в Бібракте. Ситуація змінилася на користь гори Бевре лише в XIX-му столітті після досліджень Жака Габріеля Бюйо. У 1851 році Бюйо зважився на доповідь перед з'їздом французького археологічного товариства про древню каплицю (каплиця святого Мартина та горіі Бевре) в рамках питання про христианізацію земель едуїв. У пошуках матеріалу він повернувся до Бевре. Там він знайшов те, що здалося йому спочатку залишками римського табору, а насправді було неметоном. Задокументувавши знахідку Бюйо відваживася піти проти думки едуйського товариства й помістити Бібракте на схилах Бевре, а не в Отені. Публікація «Заміток щодо римських захисних споруд в землях едуїв між Соною та Луарою», в якій він виклав свої переконання, викликала тільки посмішки членів археологічного товариства. Розвиток подій прискорив інтерес імператора Наполеона III до битв гальської війни. Незабаром з візитом до Бюйо прибув офіцер на прізвище Стофель, якому імператор доручив розпочати розкопки на горі Бевре, щоб відшукати свідчення перемоги римлян над гельветами. Бюйо розповів офіцеру про свої переконання щодо розташування Бібракте. Офіцер не особливо зацікавився, але доручив іншому члену едуйського товариства, Ксав'є Ґарену провести розвідку в Бевре. Незалежно від цих подій землевласник віконт д'Абовіль розпочав свої власні дослідження і повідомив про свої знахідки архиєпископа Реймсу, який теж був членом едуйського товариства і приятелем Бюйо (незважаючи на розходження думок щодо розташування Бібракте). Зацікавившись розкопками священослужитель повідомив про них імператора. Як наслідок у 1867 році Наполеон III доручив Бюйо провести детальні археологічні дослідження в Бевре, виділивши для цього гроші.
Розкопки Бюйо продовжувалися з 1867 до 1905 року і зняли будь-які сумніви щодо розташування Бібракте. Племінник Бюйо, Жозеф Дешелет, продовжував роботи до 1907 року й здійснив порівняльний аналіз Бібракте з іншими європейськими городищами, такими як Страдоніце у Богемії, Манхінґ у Німеччині та Валем-Зенст-Від в Угорщині, що зробило його одним із попередників теорії культурного об'єднання кельтського світу й цивілізації опідумів.

## Історія опідума

### Хронологія поселення на горі Бевре
Розкопки воріт Ребу дозволили виявити п'ять шарів, найдревніший з яких свідчити про присутність людини на горі Бевре ще в неоліті. Водночас датування знахідок показало, що опідум не був заснований раніше, ніж наприкінці II ст. до н. е. . Він займав площу в 200 гектарів, оточену зовнішнім муром. Всередині був збудований інший, внутрішній мур. Причини його зведення досі невідомі.
Едуї отримали від римлян статус друзів римського народу, тому цілком ймовірні контакти з римськими купцями ще до завоювання Галії Цезарем. Такий привілейований статус означав, що Бібракте не страждало від конфліктів. У 58 році до н. е. за 25 км на південь від поселення, при Монморі армія Юлія Цезара отримала перемогу над гельветами, змусивши їх повернуся до Швейцарії й поступово влитися в те, що згодом стало Римською імперією. Незважаючи на повстання Верцингеторикса в 52 році до н. е., коли зібрання гальського народу в Бібракте віддало в його руки верховне командування гальським військом, Цезар не покарав місто після своєї перемоги при Алезії. Він провів у ньому зиму 52-51 років до н. е., працюючи над «Записками про гальську війну». У «Записках» згадуються імена декого із едуйської знаті: едуйського верґобрета Думнорікса та його брата друїда Дівітіака. Після війни для поселення настали десятиріччя процвітання.
Географія Страбона, представника наступного після Цезара покоління, ще згадує про Бібракте, як сильне поселення едуїв.
Після заснування Отена (Августодунума) приблизно в 15 році до н. е., при правлінні Августа, за 25 км від Бібракте, населення поступово перетекло до нового поселення. Проте ритуали в храмах продовжували справлятися, а фонтани та помешкання знаті підтримувались у справному стані. Існують дві гіпотези щодо поступового знелюднення міста впродовж кількох десятиліть. Міграція могла пояснюватися економічними причинами або ж бажанням інтергації в римський світ. Частина едуїв з панівних класів уже під час гальської війни займала проримські позиції. Вони, вочевидь, усвідомили стратегічну важливість нового міста, розташованого на перехресті шляхів й бажали пристосуватися до римського рівнинного способу життя, тоді як консервативніше населення залишалося на старому місці.
З текстів XIII-го століття відомо, що на місці старого поселення щороку в перший вівторок травня ще проводилися ярмарки на старому місці. У XV-му та XVI-му століттях на горі Бевре діяв францисканський монастир, сьогодні закинутий, але традиційні ярмарки припинилися.

### Вплив та влада опідума
Про значення едуйської столиці свідчать «Записи про гальську війну», в яких підкреслюється те, що едуї мали численні зв'язки із сусідніми народами. Цезар згадує також про війни едуїв з арвернами та секванами за гегемонію над великою частиною Галії. Ці згадки нейтральні за тоном, оскільки Рим сприймав едуїв як союзників, «кровних братів», принаймні в 2 ст. до н. е. Рим підтримував з народом едуїв економічні та військові зв'язки: розбив конкурентів арвернів, а потім відгукнувся на заклик допомогти відбити вторгнення гельветів, що стало початком до гальської війни.
Окрім важливого союзу з Римом едуї також входили до конфедерації кельтських племен, вплив якої розповсюджувався на велику частину гальської території.
Зрештою, не треба забувати про демографічний аспект, оскільки археологи оцінюють населення Бевре в період найбільшого розквіту між 5 та 10 тисячами душ.

### Торгівля
В «Історії галів» Каміль Жульян написав про едуїв декілька наступних рядків: «Бібракте, на моє переконання, було точкою витоку й гарантом їхньої могутності. Навколо Бібракте проходили дуже гарні дороги, які сполучали три найбільші басейни Франції.» Таким чином, римські вироби підіймалися вгору Роною (водні шляхи в ті часи були найшвидшими) і, щоб потім попасти на води Луари чи Сени, проходили через едуйську територію. Едуї перебували на перехресті торгових шляхів, важливих не тільки для кельтів, а й для Риму, тим більше, що Бевре домінує в західній частині долини Луари і знаходиться на схід від долини Сони. Тож едуї сприяли розповсюдженню римських товарів у гальському світі II ст. до н. е., дозволяючи своїм союзникам із гальської конфедерації отримувати вигоду від торгівлі з Римом і, звісно, із грецькими колоніями на зразок Масілії. Про таку тогрівлю свідчить велика кількість амфор та кераміки італійського походження, знайдених на колишніх смітниках і серед хатньої плитки.
З іншого боку едуї встановили систему митниць, яка збирала відсоток від вартості товарів, що проходили через їхню територію, і сприяла збагаченню поселення, як про це свідчать записи Цезара: «Це був Думнорікс: людина сповнена відваги, завдяки своїй щедрості він здобув людську прихильність, і він бажав політичного неспокою. Впродовж довгих років він тримав у своїх руках митниці й інші податки едуїв за низьку ціну, оскільки коли він заявляв ціну на торгах, ніхто не смів перебивати її.»
За контроль над Араром (теперішня Сона) Едуям доводилось боротись із секванами, оскільки контроль над водним шляхом дозволяв оподатковувати римські та кельтські товари, що прямували на північ.

### Політика
Політична система едуїв реконструйована здебільшого, виходячи із того, що розповідалося в «Записках про гальську війну». На чолі держави стояв сенат, до якого від кожної знатної родини входив один представник. Те, що в наші часи називають виконавчою владою, належало верґобрету, верховному магістрату, який виконував свої функції впродовж року. Йому самому заборонялося покидати впродовж року свого правління межі території едуїв, що заважало йому командувати військом в інших землях. Ця міра, поряд із обмеженням у один голос для кожної знатної родини в сенаті, мали, вочевидь, на меті не допустити зосередження влади в руках однієї людини, чи однієї родини. Верґобрета обирали публічно радою, яку збирали друїди. Схоже, що в едуїв верґобрет виконував також обов'язки судді, оскільки Цезар повідомляє, що він мав «право на життя і смерть своїх співвітчизників». Знову ж, вважають, що верґобрет відповідав за адміністрування території. Цезар уточняє, що цей обов'язок був покладений на друїдів: «Вважається, що релігія не дозволяє довіряти їхнє вчення написаному, що ж до всього іношого, для актів адміністративних публічного й приватного характеру вони посуговуються грецькою абеткою.» Жодні розкопки досі не зуміли віднайти подібні акти, які писалися на нетривкому матеріалі — дереві, обтягнутому шкірою.
Нам також відомо, що друїди займали високі посади, оскільки Дівітіак їздив до Риму, благаючи допомоги едуям під час навали германців під проводом Аріовіста, що сталася внаслідок конфлікту із секванами. Крім того після смерті брата Думнорікса він командував едуйською кавалерією під час гальської війни. Тому існує гіпотеза, що деякі друїди виконували важливі військові функції.

## Археологічні розкопки на горі Бевре
Габріель Бюйо проводив розкопки Бібракте з 1865 по 1895 рік, зокрема ремісничого кварталу поблизу воріт Ребу, при підтримці фонду, виділеного Наполеоном III. Імператор проявляв палкий інтерес до історії і організував широку кампанію розкопок у місцях, пов'язаних із гальською війною, щоб доповнити свою власну «Історію Юлія Цезара». Пізніше відбудували скромний «Гальський готель», в якому мешкали археологи. Роботу Бюйо продовжив його небіж, Жозеф Дешлет, проводячи розкопки з 1895 по 1907 рік. Він загинув під час Першої Світової Війни, після чого про розкопки забули. Тільки в 1984 році вони розпочалися знову, завдяки Франсуа Мітерану, який у 1985 році оголосив Бібракте місцем національного інтересу. Такий статус був спеціально запроваджений для цього випадку з метою виділення субсидій. Пізніше статус «національного інтересу» стали використовувати для означення експозицій чи історичних місць, які отримують інформаційно-просвітницьку підтримку від міністерства культури. Це завжди забезпечує необхідний стартовий поштовх для проектів загальноєвропейського значення. Саме так у 1989 році був створений Європейський археологічний центр на горі Бевре, що об'єднав розкопки, музей та дослідницький центр в Ґлюкс-ан-Ґлені. Останній розпочав свою діяльність в 1995 році.
Розкопки проводяться під керівництвом Венсана Ґішара. На них працюють численні французькі та іноземні групи. Головним чином вони зосереджені в гальському кварталі Ребу, широкому гало-римському ансамблі Патюр дю Куван і римському осередку в Кінському парку.

### Археологічна розвідка
Бюйо використовував найпростіший спосіб. Він полягав у тому, щоб знаходити горбочки на землі, оскільки гора практично не змінилася з античних часів. Це дозволило йому відтворити план стін, практично не копаючи землю. За допомогою цієї техніки він, разом з армійськими топографами, створив топографічні реконструкції окремих ділянок місцевості. До наших днів збереглась лише реконструкція кварталу Порре.
Протягом останніх років у кварталі Порре були проведені дослідження за допомогою того ж методу, але з використанням точніших інструментів: теодолітів та GPS. Розвідка з повітря чи за допомогою електромагнітних методів неможлива через природу підземних порід та через рослинність, яка затягнула гору після розкопок Дешлета й припинення випасу худоби. У 2007 році була спроба застосувати не особливо точний, зате швидкий метод — сканування з повітря за допомогою лазера, променям якого вдалося пройти через рослинність і за кілька хвилин зробити те, на що на землі потрібно було б потратити тижні. Таким чином було побудовано набагато повніший план давнього міста і збережено топографічні дані.

### Організація опідума
Дослідження Бюйо та Дешлета наприкінці XIX-го і на початку XX-го століть показали, що місто розбите на квартали — побудови, що тягнуться вздовж центральної вулиці, що веде від воріт Ребу до Великих воріт. Така організація відрізняється від планів інших опідумів, таких як Манхінґ, збудованого за звичнішим міським планом. Таке планування пояснюється рельєфом місцевості, оскільки мури оточували три вершини, а деякі схили доволі круті.
Дослідження, проведені після 1984 року, схоже, підтверджують в загальних рисах гіпотезу Дішлета та Бюйо, додавши до тих подекуди певні нюанси.

### Мури
Бібракте було захищене міцними мурами, збудованими за типом, який називають «гальськими мурами». Розкопки допомогли відтворити історію їхнього зведення. Поселення стало свідком двох великих будівництв і принаймні п'яти періодів внутрішньої розбудови, про що свідчать, зокрема, дослідження воріт Ребу. На диво, будівництво внутрішніх мурів відбулося після будівництва зовнішніх. Таким чином поселення зменшило свою площу з 200 гектарів до 135 гектарів.
Спочатку Бюйо відкрив внутрішній мур, що оточує 135 гектарів й простягається на 5 км. За оцінками для його побудови потрібно було 10 000 кубічних метрів лісу, між 10 000 та 20 000 кубічних метрів землі й тридцять тон заліза.
Інша розбудова, на диво зовнішня щодо першої, оточує приблизно 200 гектарів. Її дослідження розпочалися в 1992 році. Ці дослідження показали, що мури мали 4-5 метрів у висоту, не враховуючи невідомі конструкції нагорі (вежі, насадження тощо), відповідну ширину. Перед мурами проходив рів глибиною від 2 до 4 метрів й шириною від 6 до 10 метрів. Інтенсивні дослідження проводилися з 1995 по 2002 рік групою археологів із Віденського університету. Вони дозволили прийти до висновку, що цей гальський мур був розібраний, перш ніж приступили до спорудження внутрішнього муру. Ця перебудова відбулася у другому столітті до Христа, хоча датування залишається не особливо точним. Ці ж розкопки також виявили потерну на рівні гори Порре, яка на сьогодні залишається єдиною відомою для фортифікацій типу гальських мурів.
В укріпленнях є п'ятнадцять воріт, з яких найвідоміші ворота Ребу (20 метрів завширшки і 40 метрів у глибину). Ці ворота були першими, де протягом 9 тижнів працював Бюйо, там же розпочалися розкопки 1984 року. Вони тривали до 1986 року, особливо зосередившись на ровах, що прилягали до стін. Було виявлено п'ять шарів, найнижчий із яких датується (за вмістом 14C) неолітом. Реконструкція 1996 року дозволила позначити вхід до древнього опідума. Наразі дослідження не зуміли виявити слідів ні системи, яка зачиняла ворота, ні засобів їхньої оборони. Існує гіпотеза про подвійні брами, над якими була збудована дерев'яна сторожова вежа на зразок знайденої в Манхінґу, але це припущення не має підтверджень.
Останні дослідження мурів, які проходять, починаючи з 2005 року, зосередили увагу на лінії фортицікацій нижче від воріт Ребу. Датування вказує на те, що це будівництво відбувалося після зведення воріт і було сучаснішим за технологією. Крім того, між двома рядами мурів було знайдено місце поховань знаті.

### Ремісничі квартали Ком Шодрон та Шамплен
Розкопки в кварталах, названих Ком Шодрон та Шамплен, розташованих біля воріт Ребу, відновилися в 2000 році й виявили, що ці квартали були призначені для роботи з металом і загалом для ремісників. Схоже, що робота з металами була дуже спеціалізована. Були знайдені кузні, приміщення мідників, емалювальників, про що повідомляв уже Бюйо, і безсумнівно золотарів та карбувальників монет. Розкопки в Бевре на рівні Шамплен і в прилеглих гірських масивах починають виявляти шахти рудокопів, де добувалися такі метали, як золото, залізо й навіть мінерали із вмістом олова. Пошуки продовжуються і намагатимуться знайти місця, в яких виплавлялися метали, добуті за межами опідума. Із спеціалізації майстерень Бібракте зрозуміло, що метали прибували туди в злитках, тож повинні були виплавлятися зовні.
Інший ремісничий квартал був знайдений на рівні одної з вершин, біля скелі Вівре. Цей квартал стане об'єктом майбутніх розкопок, які спробують визначити його призначення.

### Помешкання
Більшість помешкань будувалися з дерева й землі, гальські будинки майже не використовували як матеріал камінь, використовуючи його в основному для зведення мурів. Але, оскільки дерево зберігається погано, про те, як будинки були облаштовані, відомо мало. Водночас, в кварталі, який назвали Кінським парком, знаходять залишки кам'яних будівель. Вочевидь це оселі знаті. На рівні пасовища Куван є також будівля з колонами, без сумніву громадського призначення. Вважається, що такі будинки почали зводити незабаром після гальської війни.

### Кінський парк
Посередині гори Бевре на плато, названому Кінським парком, стояло декілька будинків із каменю в романському стилі, розкопані ще у XIX-му столітті. Зокрема там знаходиться будівля PC1 (названа так Бюйо), яка стала справжньої золотою копальнею для дослідників. Спочатку вона була дерев'яною, але в збудованою від впливом римського стилю, але потім перетворилася в справжній domus з атріумом з імпловієм, портиками і навіть термами, гарячу воду в які подавали за допомогою іпокосту через водогін. В останньому варіанті будівля мала розміри 55x67 метрів, площу 3500 м²? , була вчетверо більшою за домуси, які знаходять у Помпеї. За оцінками на цій площі була десь приблизно дюжина домусів, таких як найменший PC2, який стоїть навпроти PC1 через центральну вулицю. Знаходять також помешкання типу villa rustuca (сільські будинки в Італії), наприклад PC33. Водночас точно невідомо, чи ці будівлі призначалися тільки для знаті, оскільки розкопки виявили неподалік від домусів кузні.

### Ванна та її околиці

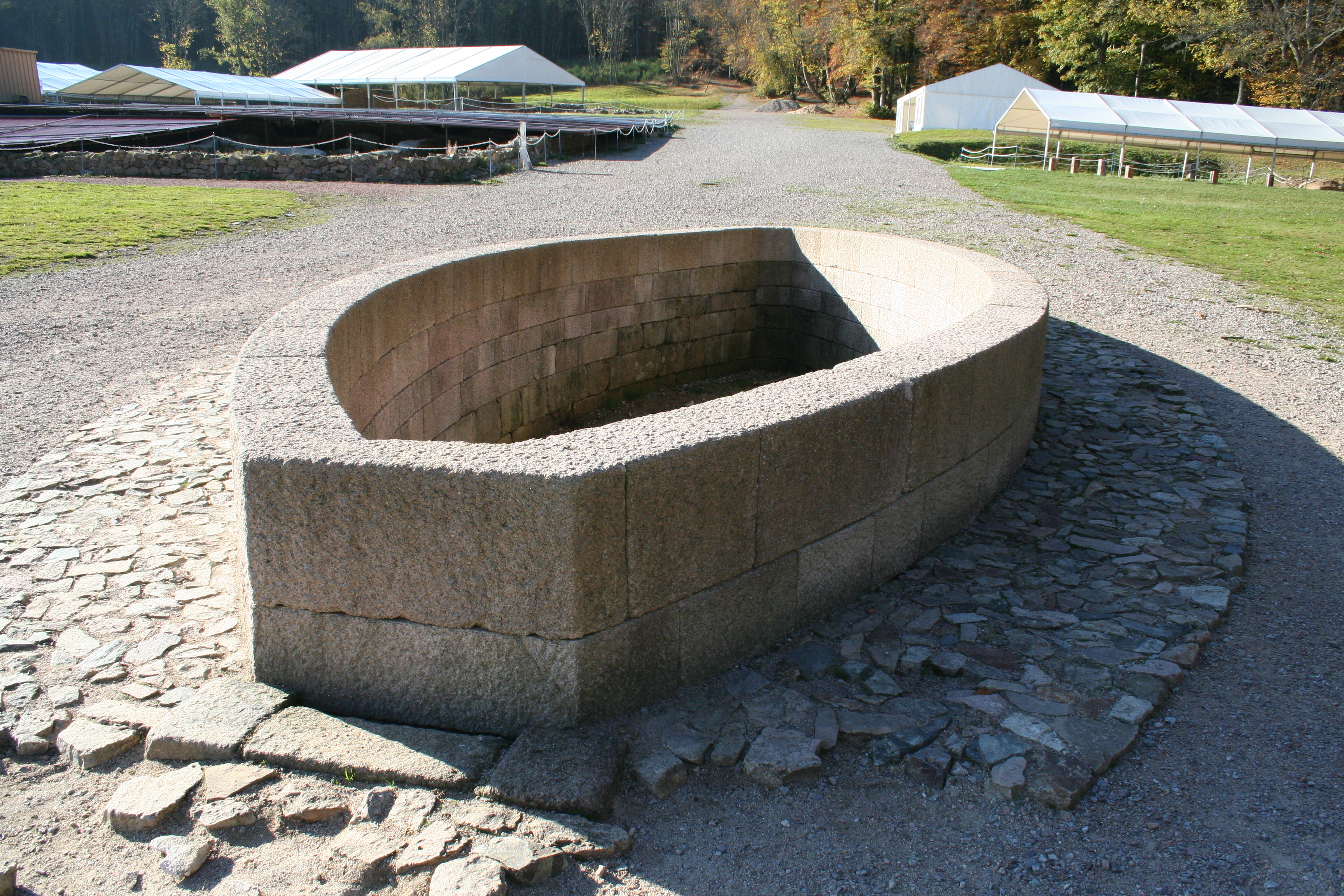

Посеред головної вулиці на рівні пасовища Куван стоїть монументальна ванна із рожевого граніту, поперечна орієнтація якої відповідає сходу Сонця під час зимового сонцестояння чи його заходу під час сонцестояння літнього. Вода відводилася через північний витік, розташований нижче, звідки стікала в каналізацію. Те, як вода подавалася в купальню наразі невідомо: не знайдено жодного водогону, а, крім того, вона не могла вільно протікати через гранітні стіни.
Геометричний принцип, за яким вона спланована, відомий: перетин двох кіл з відношенням довжин, що точно відповідає трикутнику Піфагора, який з'єднує центр кола, центр ванни та її край. Щодо призначення ванни, воно досі незрозуміле: священне місце? культ води? Більш того, на думку певних спеціалістів такий спосіб обробки граніту незвичний і базується на середземноморській техніці отісування вапняку. Безумовно для побудови цієї ванни едуї запросили чужоземців. Усе це свідчить про те, що ця монументальна водна споруда не була звичною рисою кельтської архітектури.
Неподалік від ванни знайдені численні погреби і громадські будівлі, в яких зберігалися великі кількості зерна та вин, привезених із Середземномор'я. Один із таких дерев'яних погребів було нещодавно відбудовано. Безумовно саме в ці споруди едуї звозили урожай та імпортовані речі.

### Культові споруди
В опідумі Бібракте нараховується дюжина джерел та п'ять міських фонтанів, які датуються гальським та гало-римським періодами. Фонтан Сен-П'єр був культовим місцем та центром паломництва. В ньому знаходять монети і пожертвування. На вершині гори розташовувався неметон, культовий гай кельтів, площею в гектар. Його оточували живопліт і система концентричних ровів. Під каплицею XIX-го століття розкопки 1988 року виявили попередній гало-римський храм. Більше того, те, що поселення закинули ще до християнської ери, не заважало продовженню паломництва в ці місця.

### Некрополь
Наразі некрополь знаходиться під паркінгом музею. Розкопки проводилися ще до створення музею і проведення туди державної дороги. На площі у півтора гектари було знайдено 70 поховальних місць (методом спалення). Місце кремації знайшли трошки південніше. Крім того урни з прахом померлих знаходили також нижче від воріт Ребу. Вочевидь це прах знатних родин міста. Інші кладовища повинні знаходитися на древніх шляхах до поселення, як було заведено в ті часи, але розкопки там ще не проводилися.

## Вікно в кельтський світ

### Музей кельтської цивілізації
На місці розкопок знаходиться музей кельтської цивілізації, збудований П'єром-Луї Фалосі й відкритий для відвідувачів у 1996 році. П'єр-Луї Фалосі також є архітектором Центру європейських археологічних досліджень у Бібракте, відкритого в 1994 році. Архітектура будівель відображає зміну людських епох: низ із обтесаного каменю, гладкі стіни й металевий дах. Ряд широких скляних вікон з боку долини закриває стіна, а з іншого боку через них відкривається вид на місце розкопок. Власних експонатів у музею небагато, чимало виставлених об'єктів взяті в позику в інших музеїв, тому протягом кількох років там можна було побачити календар Коліньї та казан із Ґундеструпа.

#### Постійна експозиція
2000 квадратних метрів експозиції розташовані на двох поверхах. Другий поверх, звідки розпочинається перегляд, розповідає про відкриття Бібракте та його місце в глобальному контексті європейської кельтської культури. Більшість тем розкрито в цій статті: війна, епоха опідумів, торгівля з Середземномор'ям, сільське господарство.
На першому поверсі розташовані численні тематичні алькови, присвячені життю едуїв у Бібракте. Тут можна побачити речі щоденного вжитку, прикраси, урни з прахом, майстерні ремісників.

#### Тимчасові виставки
Музей мав честь представляти на огляд публіки виставки предметів, приналежних до кельтського світу, із інших сховищ.
- 1995 : Кельтська Європа часів Бібракте
- 1996 : Погляд на історію з неба
- 1997 : Погляд на кельтів Словенії
- 1998 : На границі між сходом та заходом
- 1999 : Могили останніх представників кельтської знаті
- 2000 : Гальські друїди
- 2001 : Гальські часи в Провансі
- 2002 : Слідом за Цезарем
- 2003 : Ковалі та слюсарі
- 2004 : Біле золото Гальштатту
- 2005 : Вино, нектар богів
- 2006 : Жіночі скарби
- 2007 : Подорож туди й назад між Бібракте й Катманду
- 2008 : Сітюле, картини світу, що зник

### Дослідницький центр
Європейський центр досліджень кельтської культури розташований на віддалі чотирьох кілометрів від гори Бевре у комуні Ґлюкс-ан-Ґленн. У ньому знаходиться одна з найважливіших бібліотек, присвячних кельтському світу, в яку регулярно відсилають копії своїх книг провідні європейські дослідники. Крім того в центрі знаходяться археологічне депо, адміністрація археологічного парку, різні технічні підрозділи, зала для семінарів, їдальня, крамнички.

## Сучасна суперечка щодо географічного розташування Бібракте
Попри те, що європейська наукова спільнота одностайно вказує на Бевре, як міцезнаходження Бібракте, дехто із істориків-аматорів вважає, що гора Бевре ніколи не була столицею едуїв. На їхню думку справжня столиця була в Мон-Сен-Венсані в департаменті Сона і Луара. Свої погляди вони підтверджують тим, що серед знахідок Бібракте немає едуйських золотих предметів, а також характерних для кельтів візерунків з тваринними та абстрактними мотивами на кераміці. Нарешті, розташування Бевре на висоті 800 метрів над рівнем моря не особливо сприятливе для столиці.
Тим часом, дедалі точніші наукові методи досліджень, які застосовують європейські вчені, підтверджують, що Бібракте таки знаходилося на горі Бевре.